# 龐會
龐會（219年前—263年後），涼州南安郡狟道縣（今甘肅省天水市武山縣四門鎮）人，東漢末年將領庞德之子，自己也是曹魏將領。《三国志》记载他官至中尉将军，封列侯。

## 生平
257年，诸葛诞造反时，为平寇将军、临渭亭侯，不肯跟从诸葛诞，与骑督偏将军路蕃一起破门杀出寿春，因而进爵为乡侯。（諸葛誕之亂）

### 《蜀記》
王隐指庞会曾随鍾會（隸屬之）、邓艾讨伐蜀国，蜀国灭亡后，尽灭关氏家以為父報仇。後將父親的屍體迎接回去。（魏滅蜀之戰）此段未正式記載於陳壽的《三國志》中，在鄧艾破蜀後，為穩定局勢，防止人心惶恐動亂，借魏帝之名赦免蜀漢君臣。龐會若去殺盡關羽後人，放在當時鄧艾安撫政策上明顯不符。

## 三國演義
- 樊城救援戰的前夕，龐德向兒子龐會和妻子李氏拜別時初登場，龐德稱龐會有異相，讓李氏好好照顧他長大讓他為父報仇。在鍾會討伐蜀國時，陣前點將時再次登場。